# エリコ
エリコ（イェリコ、ジェリコ、アラビア語ではアリーハー、アラビア語: أريحا 発音、ヘブライ語: יְרִיחוֹ  発音、英語: Jericho）は、パレスチナ東部のエリコ県の県都。2017年の人口は20,907人。

## 概略
死海の北西部にある町。古代オリエントの中でも古い町で、紀元前8000年紀には周囲を壁で囲った集落が出現した。世界最古の町と評されることもある。海抜マイナス258mと、世界で最も標高の低い町でもある。
ヨルダン川河口から北西約15kmにあり、現在はヨルダン川西岸地区に含まれる。「スルタンの泉」と呼ばれるオアシスがあり、人々が住み着いた。エリコの名前は『旧約聖書』にも繰り返し現れ、「棕櫚（しゅろ）の町」として知られていた。
エリコには、異なる時代に形成されたいくつかの町があり、古代から『旧約聖書』時代にかけてのテル・エッ・スルタン（Tell es-Sultan）、紀元前後のトゥルール・アブー・エル・アラーイク（Tulul Abu el-'Alayiq）、現在の町があるエル・リハ（er-Riha）に分かれる。テル・エッ・スルタンは、エル・リハから2kmほど離れたところにあり、トゥルール・アブー・エル・アラーイクはエル・リハから西へ約2kmのところにある。

## 歴史
初期の町は小規模な定住集落で、時代区分上は新石器時代にあたる。最古の町と評されることもあるが、後に現れるメソポタミア文明などの文明とは区別される。
1868年からヨーロッパの考古学者によって何度か調査が行われ、1952年にイギリスのキャスリーン・ケニヨン（Kathleen Kenyon）らが行った調査では前8000年紀のものと思われる周囲を濠と石積みの防壁で囲った集落跡が発掘された。洪水を防ぐための防壁と解釈されている。

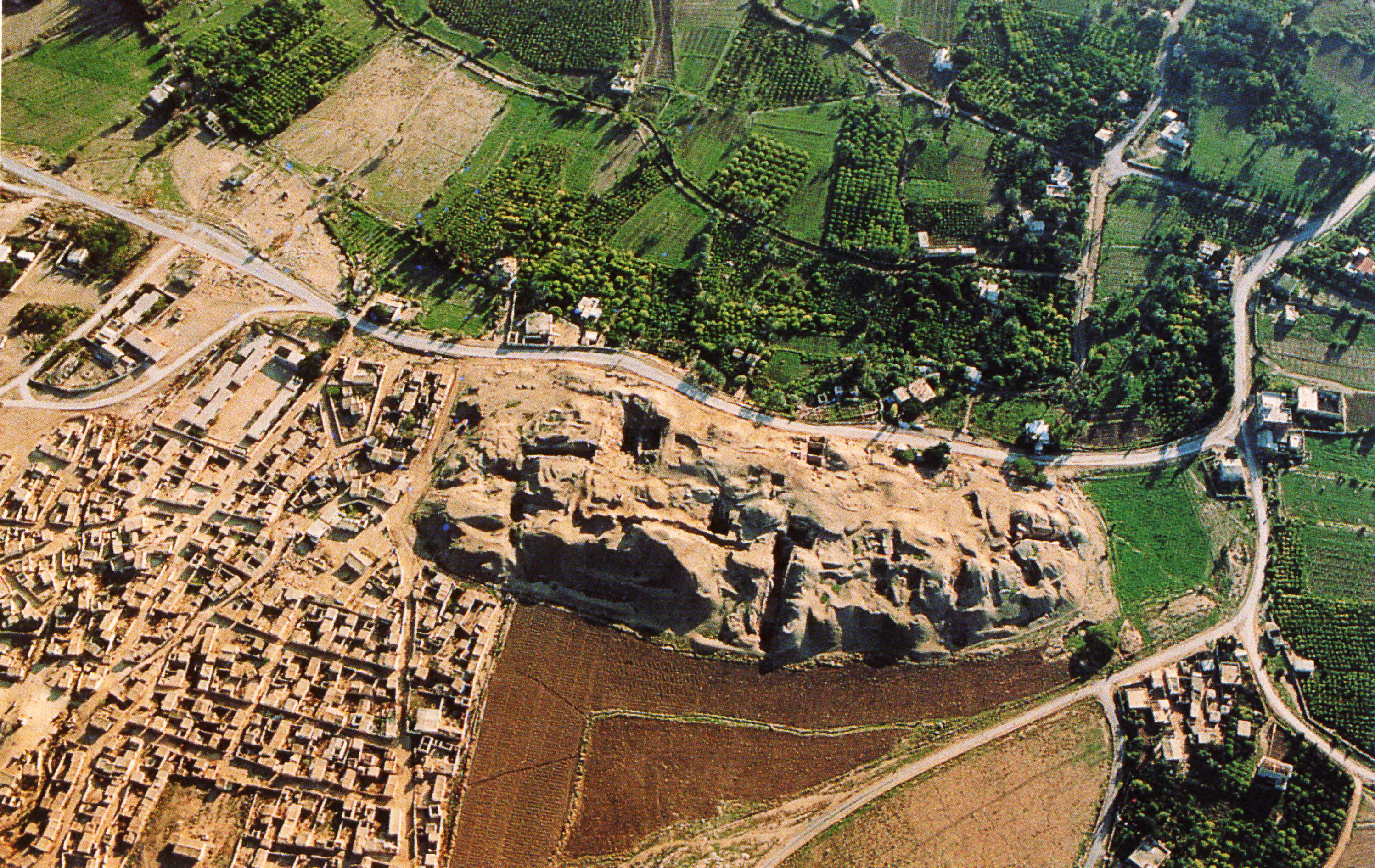
テル・エッ・スルタンの遺丘

初期の痕跡はテル・エッ・スルタンにあり、紀元前約1万年から9000年まで遡る。テルは丘を意味するアラビア語で、人間の長期にわたる営みの積み重ねによって形成されたものと考えられている。丘の規模は南北350m・東西150m・高さ2.5mである。紀元前9000年ごろの痕跡ではまだ住居跡はまだ現れないが、ナトゥフ期の石器・骨器や、祭壇と思われる基壇が現れた。
ナトゥフ期の次にケニヨンが「原新石器」と呼んだ時代を経て「先土器新石器A」（Pre-Pottery Neolithic A）と呼ばれる層（前8350年ごろから前7370年ごろ）からは、広さ約4ヘクタール・高さ約4m・厚さ約2mの石の壁で囲まれた集落が形成された。この壁の1面には高さ8.5mの石の塔も建てられた。この塔は「エリコの塔」と呼ばれ、エジプトにジェセル王のピラミッドが建設されるまで、世界一高い建造物であった。この町は前7370年ごろに放棄され、それまでとは異なる文化をもつ人々がエリコに定住した。
先土器新石器B（Pre-Pottery Neolithic B）と呼ばれる層は、前7220年ごろから前5850年ごろまで続く。これは前5850年ごろに放棄され、しばらく無人の町となった。
前3300年ごろには周壁を備えた都市が形成される。前2300年ごろに異民族の来襲によるものと思われる火災にあい、しばらく空白期間となる。
前1900年ごろに再び町が建設され、町の領域は初期の壁の外にも拡大し、さらに外側により高い周壁が建設された。前1560年ごろにヒクソスの侵入にあい、大火災に見舞われて廃墟となった。『旧約聖書』の「ヨシュア記」では、預言者ヨシュアが人々に命じて一斉に吹かせたラッパの音により、エリコの城壁が崩れ落ちたと伝えられている（エリコの戦い）。史実に基づくものならば、このころの話ではないかという推測もある。
前1550年ごろから前1150年ごろには、古代エジプトの圧迫を受けた。
『新約聖書』の時代になると、トゥルール・アブー・エル・アラーイクに町が形成された。善きサマリア人のたとえではエリコに向かう途中の人が被害に遭ったとされる。

### 現代
1948年の第一次中東戦争中、トランスヨルダンが占拠した。同年アブドッラー1世はエリコ国民大会を開き、2,000名を超えるパレスチナ人代表団が出席した。かれらは「陛下は全パレスチナの王である」と宣言し、「全アラブの団結への一歩としてパレスチナとトランスヨルダンの統一」を呼びかけた。
1967年の第三次中東戦争により、イスラエルにより占領された。
1994年、オスロ合意に伴うガザ・エリコ暫定自治合意（カイロ協定）に基づき、イスラエルからパレスチナ自治政府に委譲された最初の都市となった。エリコは、ヨルダン渓谷におけるエリアA地区の離れ小島であり、周りは完全にイスラエル軍政が敷かれているエリアCにより囲まれている。この飛び地を4つのイスラエルのロードブロックが囲み、西岸のパレスチナ人のアクセスを妨げている。
2001年の第二インティファーダと自爆攻撃に応じて、イスラエル軍が占領した。市の大半を囲むように深さ2メートルの堀が掘られ、パレスチナ人のエリコ市の内外への移動のコントロールが、軍により試みられた。
2009年には、パレスチナ自治区議長ファイヤードとアメリカ国際麻薬取締庁次官補ディヴィッド・ジョンソンが大統領警護隊訓練センターをエリコに開いた。この910万ドルの訓練施設はアメリカにより建てられた。

## 人口
- 1997年12月10日：1万4744人
- 2007年12月1日：1万8346人
- 2014年7月1日：2万2000人
- 2017年12月1日：2万907人

## 考古学史
- 1868年 - チャールズ・ウォーレン（Charles Warren）が調査。
- 1907年から1909年、1911年 - ドイツ・オーストリアのエルンスト・ゼリン（Ernst Sellin）とカール・ヴァッツィンゲル（Carl Watzinger）がテル・エッ・スルタンとトゥルール・アブー・エル・アラーイクを調査。
- 1930年から1936年 - イギリスのジョン・ガースタング（John Garstang）が調査。
- 1952年から1958年 - キャスリーン・ケニヨン（Kathleen Kenyon）が調査。

## 世界遺産
2023年の第45回世界遺産委員会にて、パレスチナの世界遺産として登録された。

### 登録基準
この世界遺産は世界遺産登録基準のうち、以下の条件を満たし、登録された（以下の基準は世界遺産センター公表の登録基準からの翻訳、引用である）。
- (3) 現存するまたは消滅した文化的伝統または文明の、唯一のまたは少なくとも稀な証拠。
- (4) 人類の歴史上重要な時代を例証する建築様式、建築物群、技術の集積または景観の優れた例。

## ギャラリー

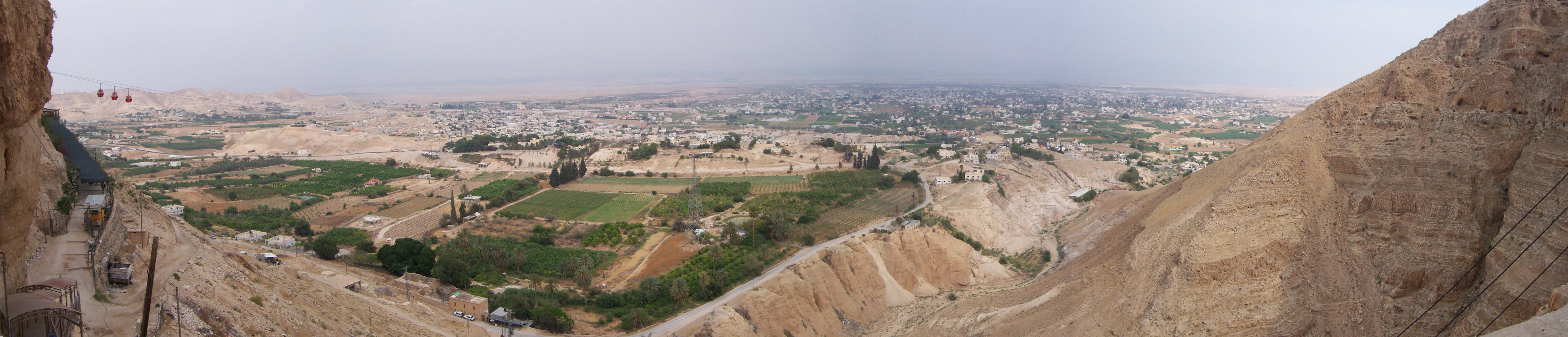
Panorama of Jericho

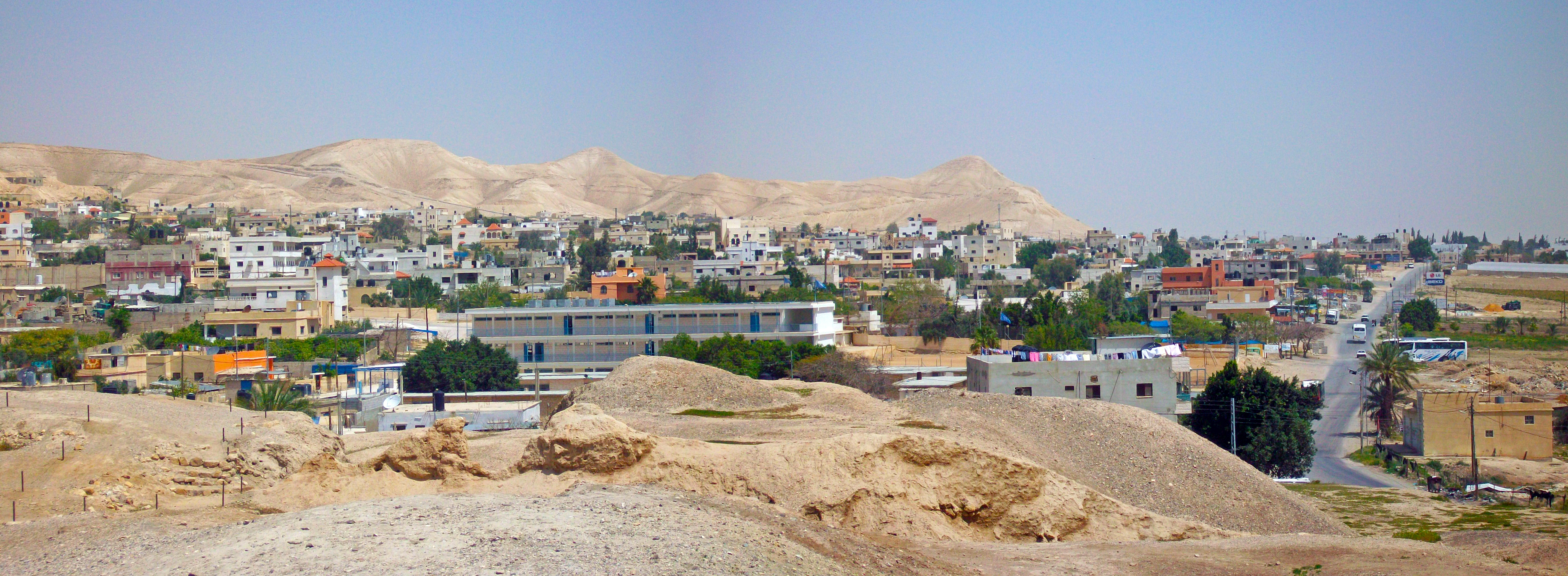
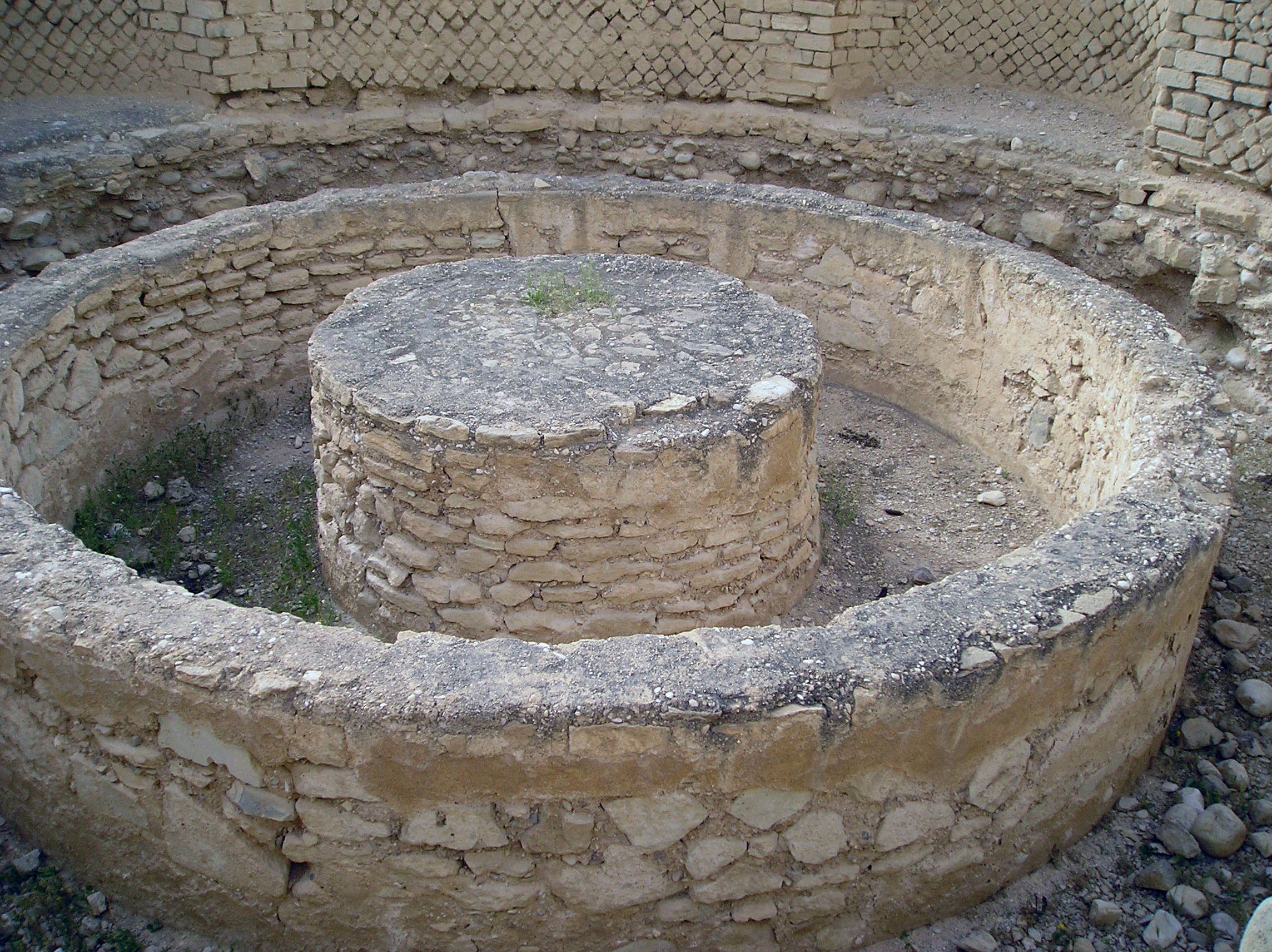
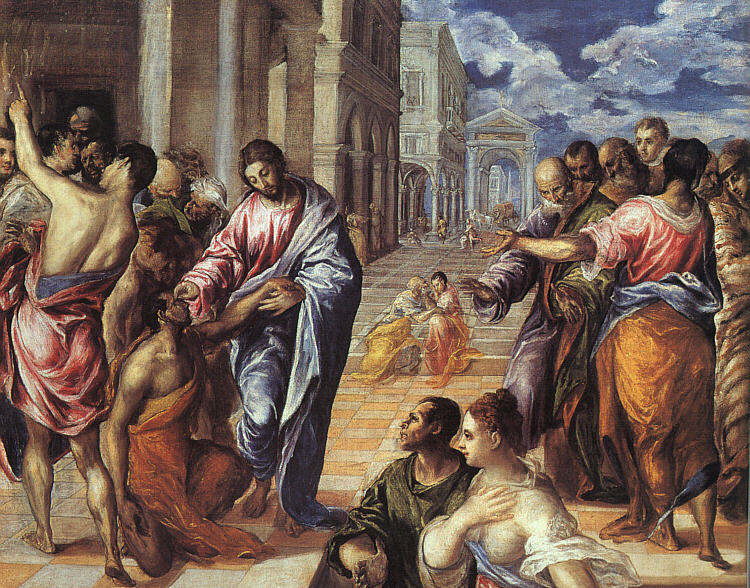
盲人の治療、 エル・グレコの絵画作品
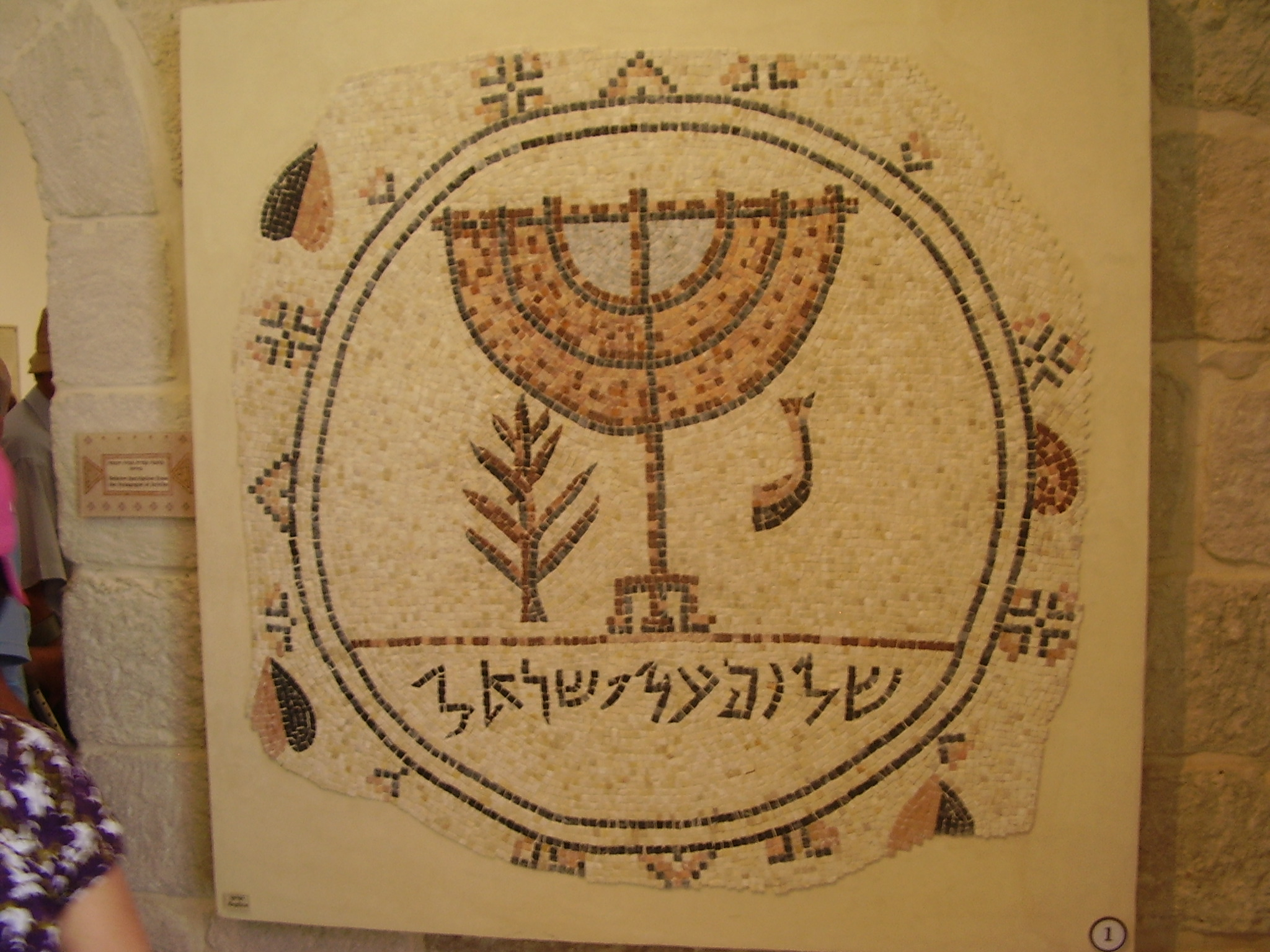
複製モザイク　the Shalom Al Yisrael Synagogue, 6th-7th AD
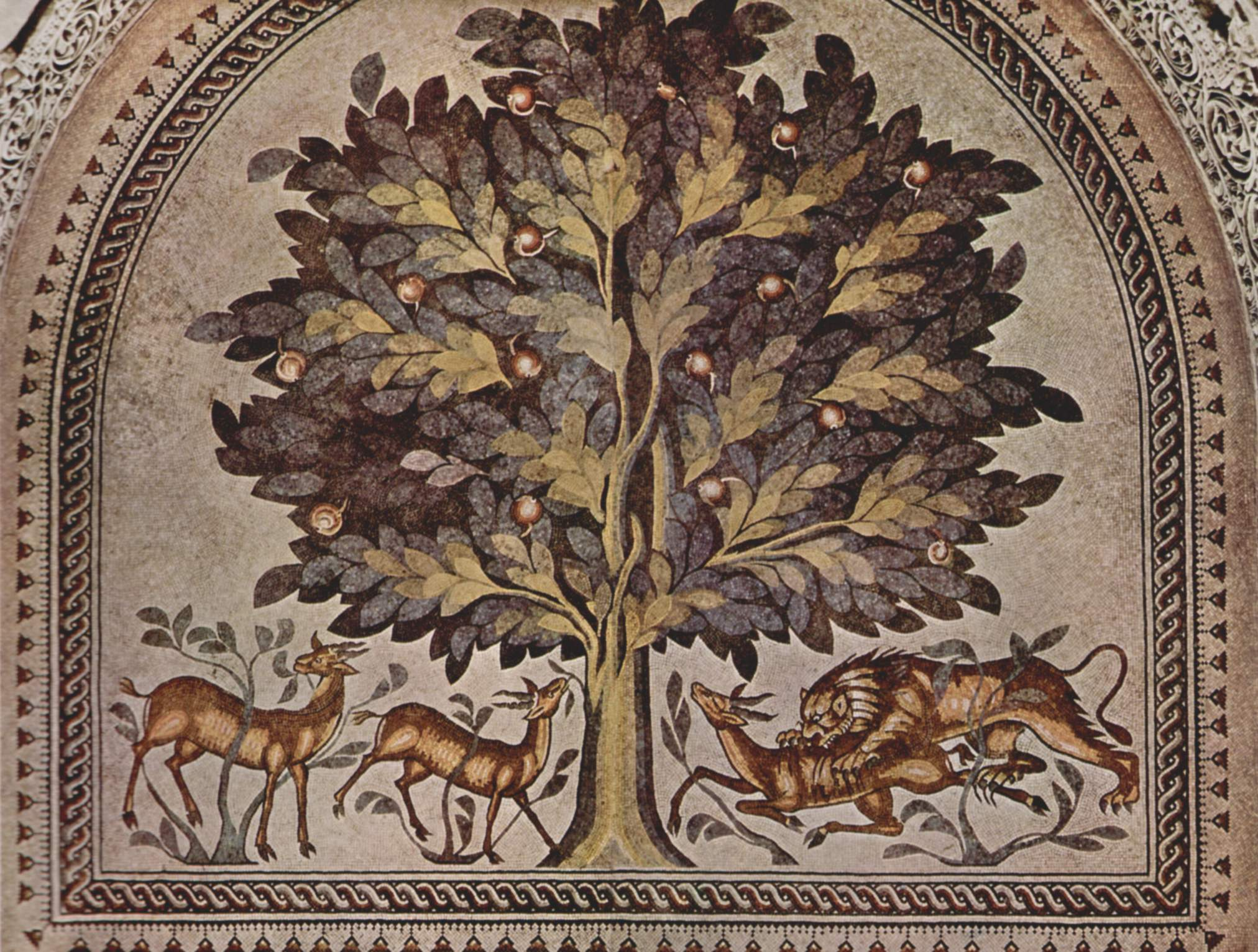
ウマイヤ朝時代のモザイク、ヒシャム宮殿遺跡
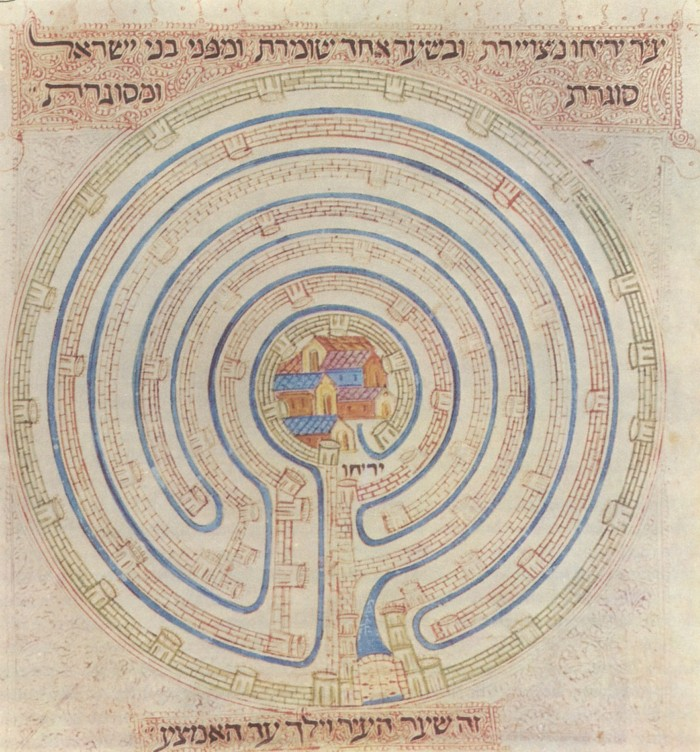
14th century map of Jericho in Farchi Bible
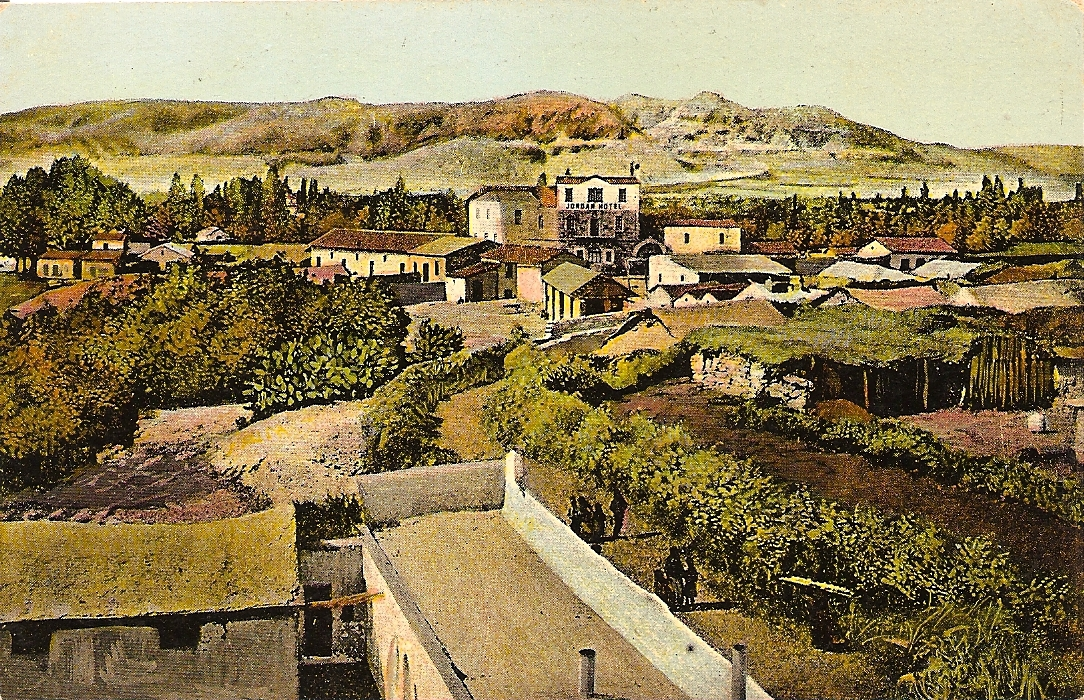
19世紀後半のイメージ図の絵はがき。20世紀初頭。
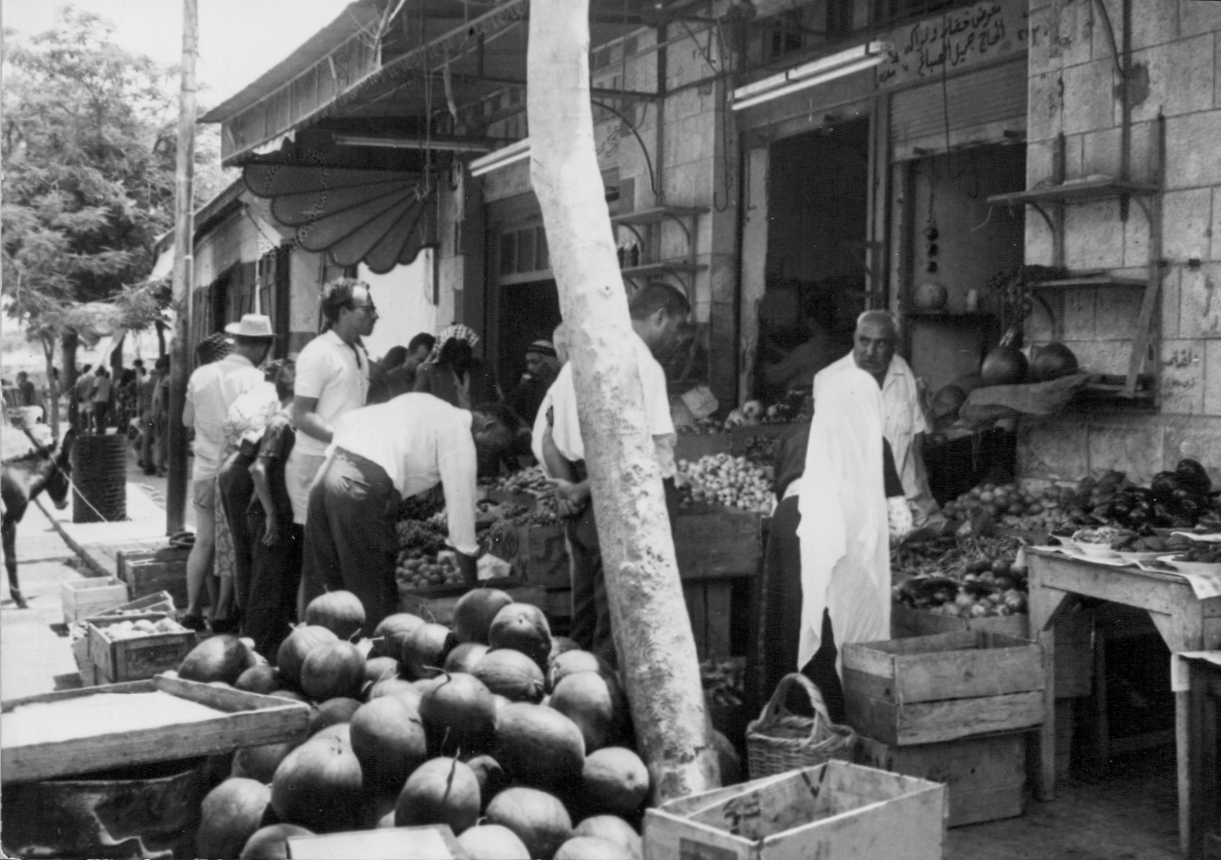
1967年のエリコの市場